# Chemical Society Reviews
Chemical Society Reviews é uma publicação periódica quinzenal revisada por pares publicada pela Real Sociedade de Química, que se especializa em artigos de revisão sobre tópicos de interesse atuais da química. Seus predecessores eram as publicações Quarterly Reviews, Chemical Society (1947–1971) e Royal Institute of Chemistry, Reviews (1968–1971); mantendo seu título atual desde o desligamento deste último, em 1972.
De acordo com o Journal Citation Reports, possuía um fator de impacto, no ano de 2020, de cerca de 54.564. Ainda, como seria divulgado no mesmo ano pelo Superfund Research Program, apresenta um fator de impacto de mais de 54.564, sendo considerado dentre os "periódicos de alto impacto". Desde 2020, sua edição é de responsabilidade de Jennifer Love, uma pesquisadora graduada na Universidade de Calgary, sendo uma das principais publicações da Real Sociedade de Química do Reino Unido. Era anteriormente editado pelo canadense Douglas Stephan. É indexada pela Medline (PubMed).
A Chemical Society Reviews publica edições temáticas ocasionais em áreas novas e emergentes de pesquisa nas ciências químicas. Essas edições são editadas por um editor convidado, especialista em sua área. Desde 2005, a Chemical Society Reviews publica resenhas sobre tópicos de amplo apelo, denominadas resenhas de "interesse social", como artigos sobre a conservação da arte, ciência forense e combustíveis automotivos.

## Artigos
A Chemical Society Reviews publica "revisões tutoriais" e "revisões críticas". Os primeiros são escritos para serem relevantes tanto para o químico de pesquisa geral que é novo no campo, quanto para o especialista, enquanto os últimos visam fornecer uma compreensão mais profunda do tópico em questão, mas mantêm sua acessibilidade por meio de uma introdução escrita para o leitor em geral.